# Simpsons Already Did It
Simpsons Already Did It is de zevende aflevering van seizoen zes van de tekenfilmserie South Park.

## Verhaal
De aflevering gaat over The Simpsons. 'Professor Chaos' heeft een plan om 'de wereld te vernietigen'. Maar dit blijkt al door The Simpsons gedaan te zijn, Hij bedenkt meer en meer plannen, maar ze blijken allemaal al door The Simpsons gedaan. Zijn hulpje blijft zeggen 'Simpsons Did It!'. Professor Chaos wordt gek, en ziet alles in een "The Simpsons-manier" (Alles geel, en bollig).
Terwijl dit allemaal gebeurt, zijn de 4 jongens ook bezig, Cartman ontdekt "Sea-People" en koopt een pak samen met Stan, Kyle en Tweek.
De 25 beste afleveringen van Eric Cartman door stemming op de website van Comedy Central. Deze afleveringen werden van 14 tot 16 oktober 2005 getoond van nummer 25 naar nummer 1 (de populairste).

Red Hot Catholic Love (25) · The Succubus (24) · Cartman Joins NAMBLA (23) · Simpsons Already Did It (22) · Cartmanland (21) · The Red Badge of Gayness (20) · Spontaneous Combustion (19) · Red Sleigh Down (18) · Freak Strike (17) · Casa Bonita (16) · The Jeffersons (15) · Starvin' Marvin (14) · The Passion of the Jew (13) · Weight Gain 4000 (12) · Cow Days (11) · The Death of Eric Cartman (10) · Cartman's Mom is a Dirty Slut (9) · Fat Butt and Pancake Head (8) · AWESOM-O (7) · Christian Rock Hard (6) · Pinkeye (5) · Die Hippie, Die (4) · Up the Down Steroid (3) · Cartman Gets an Anal Probe (2) · Scott Tenorman Must Die (1)